# Estabilitat de talussos

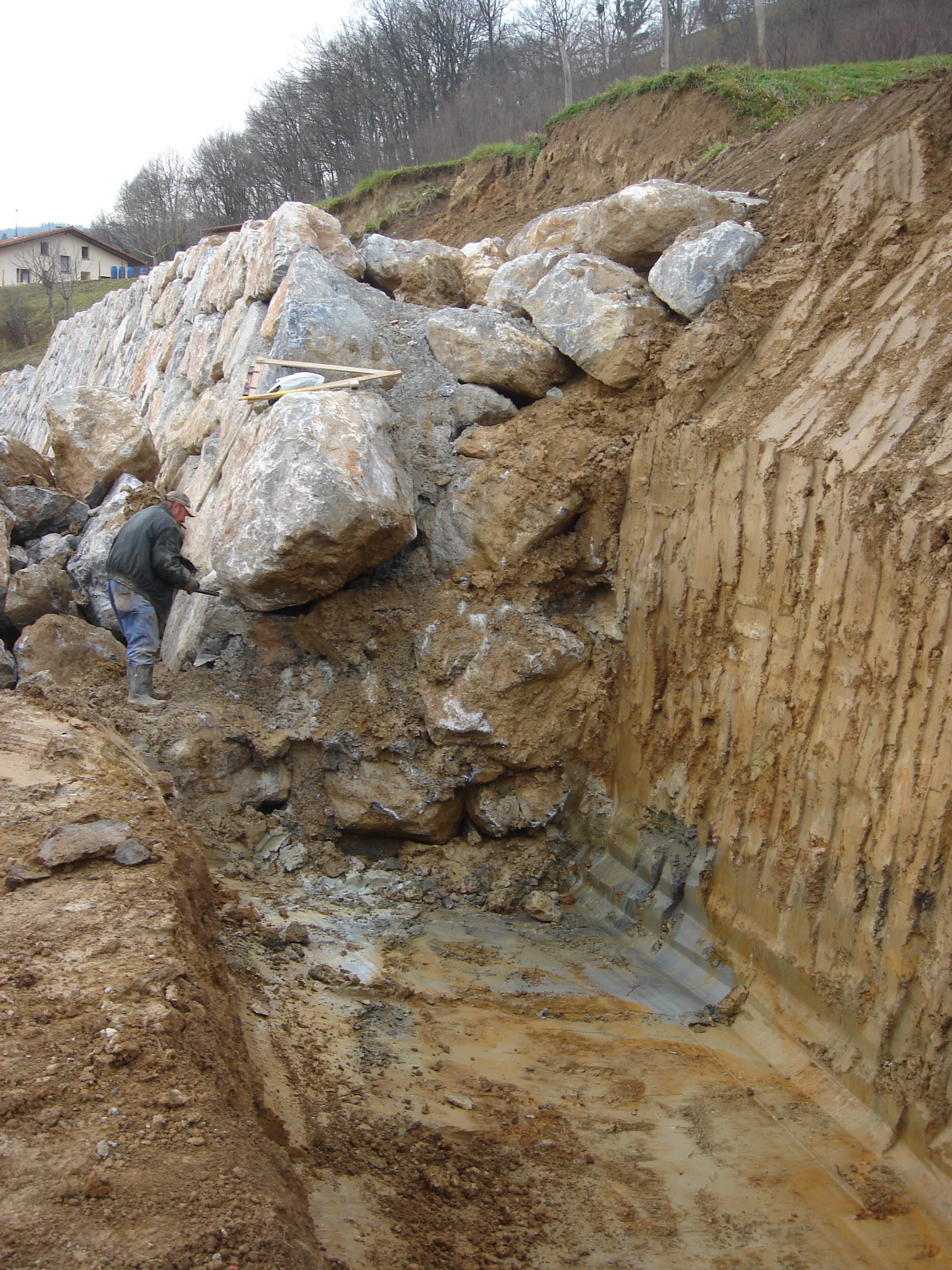
Estabilització d'un talús mitjançant mur d'escullera.

La teoria d’ estabilitat de talussos és la teoria que estudia l'estabilitat o possible inestabilitat d'un talús a l'hora de realitzar un projecte, o dur a terme una obra de construcció d'enginyeria civil, sent un aspecte directament relacionat amb la geotècnia. La inestabilitat d'un talús, es pot produir per un desnivell, que té lloc per diverses raons:
- Raons geològiques: vessants possiblement inestables, orografia acusada, estratificació, meteorització, etc.
- Variació del nivell freàtic: situacions estacionals, o obres realitzades per l'home.
- Obres d'enginyeria: rebliments o excavacions tant d'obra civil, com de mineria.

Els talussos a més seran estables depenent de la resistència del material de què estiguin compostos, les empentes als quals són sotmesos o les discontinuïtats que presentin. Els talussos poden ser de roca o de terres. Ambdós tendeixen a estudiar de forma diferent.

## Tipus d'inestabilitat

### Despreniments o desploms
Despreniment sobre desploms són moviments d'inestabilitat produïts per falta de suport, englobant a una escassa quantitat de terreny. Sol tractar-se de roques que cauen per un vessant, a causa de la pèrdua del suport que les sustentava. Entre els despreniments o caigudes, es pot incloure el cas de la caiguda d'una columna rocosa en un penya-segat, a causa de l'erosió a la base d'aquest.

### Corriments
Són moviments que afecten a una gran quantitat de massa de terreny. Un tipus particular de corriment de terra són les esllavissades, que es produeixen quan una gran massa de terreny o zona inestable, llisca pel que fa a una zona estable, a través d'una superfície o franja de terreny de petit gruix. Les esllavissades es produeixen quan en la franja s'arriba a la tensió tangencial màxima en tots els seus punts. Aquests tipus de desplaçament són enginyeria evitables. No obstant això, els següents no ho són:
- Un flux d'argila es produeix en zones molt plujoses afectant a zones molt grans. Els terrenys argilosos, en entrar en contacte amb l'aigua, es comporten com si arribessin al límit líquid, i es mouen de manera més lenta que les esllavissades. Es dona en petites pendents, però en gran quantitat.

- Liqüefacció: es dona en zones de sorres llimoses saturades, o en sorres molt fines arrodonides (loess). A causa de la gran quantitat d'aigua intersticial que presenten, les pressions intersticials són tan elevades que un sisme, o una càrrega dinàmica, o l'elevació del nivell freàtic, poden augmentar-les, arribant a anul·lar les tensions efectives. Això fa que les tensions tangencials es cancel·lin, comportant el terreny com un «pseudolíquid». Es produeix, entre altres terrenys, en farcits miners.

- Reptació: moviment molt lent que es dona en capes superiors de vessants argiloses, d'entorn de 50 centímetres de gruix. Està relacionat amb processos de variació d'humitat estacionals. Es manifesten en forma de petites ondulacions, i solen ser signe d'una possible futura inestabilitat generalitzada.

## Anàlisi cinemàtica de talussos en massissos rocosos

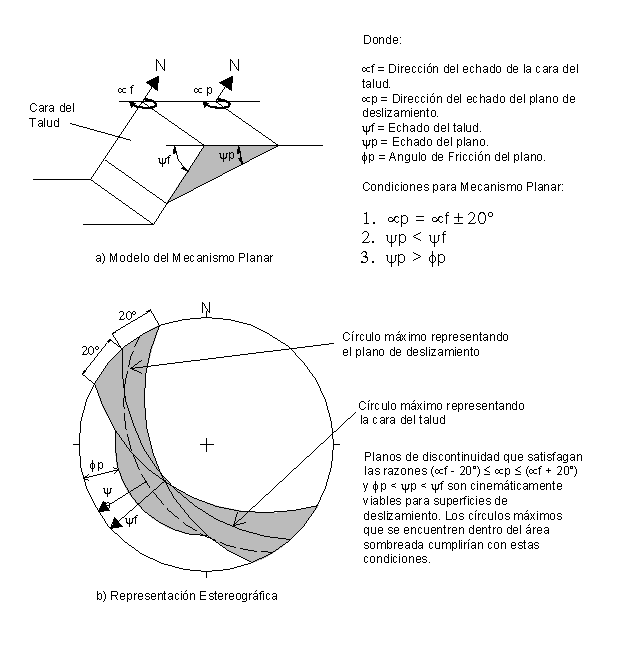
Anàlisi cinemàtic del mecanisme planar. Pres d'Armes-Zagoya, 2004.

En l'anàlisi de talussos en massissos rocosos, es presenten blocs de roca delimitats per un sistema tridimensional de plans de discontinuïtat. S'entén per discontinuïtat a totes aquelles estructures geològiques (falles, fractures, diàclasis, estratificació, foliació, etc.) Que formen aquests plans, els que comunament es coneix com a fàbrica estructural del massís rocós. Normalment aquest tipus de discontinuïtats són producte de la força tectònica a la qual va ser subjecta la roca en un estat inicial d'esforços. Depenent de l'orientació de les discontinuïtats es tindrà un patró de fractura que delimitarà els blocs de roca.
L'anàlisi de l'estabilitat d'un talús realitzada en massissos rocosos fracturats, és part de dos processos. El primer és analitzar la fàbrica estructural en el tall realitzat per determinar si l'orientació de les discontinuïtats pot deixar-vos inestabilitat, a la qual cosa es coneix com a orientació desfavorable del talús pel que fa a les discontinuïtats. Aquesta determinació és realitzada per mitjà d'una anàlisi estereogràfic de la fàbrica estructural juntament amb la posició del talús, al que s'anomena anàlisi cinemàtic. Ja que ha estat determinada la cinemàtica en la qual es té possibilitat de falla del talús, el segon pas requereix una anàlisi d'estabilitat pel mètode d'equilibri límit per a comparar les forces resistents a la falla contra les forces causants de la falla del talús. El rang entre aquests dos sistemes de forces es denomina factor de seguretat.
Per poder realitzar l'anàlisi tridimensional de les famílies de discontinuïtats, cal fer aquest tipus de projecció en un pla bidimensional. Per a tal efecte hi ha dos tipus de projeccions esfèriques: una és la xarxa estereogràfica de Lambert o Schmidt, i l'altra és la projecció de Wulff. Diversos autors dins de l'enginyeria geològica han aplicat les dues tècniques, les quals són del tot idèntiques i no hi ha cap dificultat per utilitzar un sistema o un altre. L'única limitació que existeix és que en iniciar l'anàlisi amb qualsevol dels dos sistemes, aquest haurà de continuar emprant fins al terme del projecte o de l'estudi.